# Teatròfon

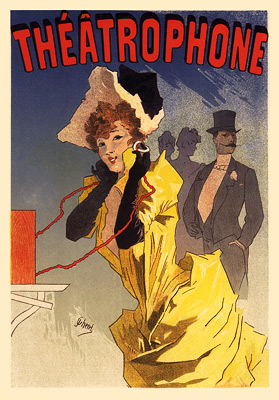
El teatròfon, anunci de Jules Chéret (1896)

El teatròfon, creat l'any 1881 per Clément Ader, és una utilització específica del telèfon que permet escoltar l'òpera per mitjà d'aquest aparell.

## Funcionament
Ader va col·locar 80 transmissors telefònics al llarg de l'escenari. D'aquesta forma podia obtenir una forma de so estereofònic binaural, sons que donen sensació de tridimensionalitat al cervell. Va ser amb aquest invent que Clément Ader va dissenyar el primer sistema estereofònic. Els transmissors enviaven el senyal a una central instal·lada al mateix teatre, des d'on es remetia a un concentrador. El senyal arribava a l'usuari i, finalment, podia fer-ne ús a través d'un aparell conformat per dos auriculars estèreo.
En molts casos s'ha comparat aquest sistema amb els serveis d'streaming actuals. Un exemple és el cas del Teatro Colon de Buenos Aires, que té disponible a la seva plataforma digital un servei de transmissions en directe.

## Història
A París, la gent amb un alt poder adquisitiu tenia l'oportunitat d'acudir als espectacles d'òpera. Tot i això, la població que pertanyia a classes socials inferiors no tenia aquesta oportunitat. Davant d'aquest problema, l'enginyer francès Clément Ader, va presentar el 1881 aquest sistema, coincidint amb l'Exposició Internacional de l'Electricitat a París. Va transmetre el so de l'Òpera Garnier fins al hall d'exposicions del Palau de la Indústria. Es van instal·lar 80 transmissors telefònics al llarg de l'escenari de l'Òpera Garnier, que permetien escoltar l'òpera des de casa. Es tractava d'uns micròfons de carbó de fase simple, una tecnologia antiga que no permetia un acabat òptim a nivell acústic i musical. Aquest sistema va estendre's ràpidament a altres sales d'espectacle. 
| « | És molt curiós. Ens posem dos cobre-orelles a les orelles i sentim la representació de l'Òpera. Canviem de cobre-orelles i podem escoltar el Théâtre-Français, Coquelin,etc. Canviem un altre cop i escoltem el Teatre Nacional de l'Opéra-Comique. Els nens i nenes estaven encantats i jo també. - Victor Hugo, Choses vues, en Œuvres complètes, edició del Club Français du livre, tome XVI, 1970, p. 911. | » |

El 1889, coincidint amb l'Exposició Universal de París, el teatròfon es va tornar a mostrar. En aquest cas, en comptes dels dos receptors, un per cada orella, es va utilitzar uns receptors semblants a una trompeta, que permetia fer arribar la música a tot el públic present.
Es van fer proves de transmissió d'espectacles a llarga distància a partir d'aquest sistema, com París-Brussel·les l'any 1887 o París-Londres el 1891. L'any 1893, es va instal·lar a Budapest un servei múltiple, que incloïa concerts, conferències i notícies.
L'any 1911 Marcel Proust, gran aficionat de la música i amant de l'òpera, s'abona al teatròfon, essencialment per escoltar les òperes de Richard Wagner, a qui adorava i afirmava conèixer perfectament (en particular L'Anell del Nibelung, Els Mestres cantants de Nuremberg, però sobretot Tristan i Isolde i Parsifal). Això li permet compensar els límits tècnics de la retransmissió. El 21 de febrer de 1911, sent també per aquest mitjà Pelléas i Mélisande de Claude Debussy.
Bèlgica, Portugal i Suècia adopten el procedit del qual l'extensió serà frenada pels problemes de drets d'autor: així Giuseppe Verdi obtindrà d'un tribunal de Brussel·les la prohibició de retransmetre les seves obres. El sistema funcionarà almenys fins a finals del 1936. El seu èxit haurà permès a Clément Ader reunir prou diners per a dedicar-se a l'aviació.

## Teatròfon com a servei
El 1890, aquest sistema va esdevenir operacional com a servei a París, sota el nom de Compagnie du Théâtrophone. Els fundadors d'aquesta companyia van ser M.M. Marinovitch i Szarvady. Existien els teatròfons públics, a unes cabines semblants a les cabines telefòniques. Estaven programats per apagar-se cada cinc minuts, i l'usuari havia de pagar per continuar utilitzant aquest servei. S'estima que a París hi va a ver fins a 100 teatròfons públics. El primer teatròfon es va instal·lar al vestíbul del Théâtre des Nouvatés, i ràpidament es va estendre per hotels, cafès, clubs i altres localitzacions i, finalment, va arribar a les cases particulars. Els usuaris particulars havien de pagar un abonament de 180 francs per poder obtenir aquest servei. Fins al 1893, aquest servei va aconseguir fins a 1300 subscriptors a París.
Aquest servei també pot ser considerat el precursor del servei de notícies a través del telèfon, ja que incloïa programes de notícies de cinc minuts de forma freqüent. A més, quan a la ciutat no s'hi estava representant una obra, es podia escoltar música prèviament gravada.
La creixent popularitat de la ràdio i el fonògraf va fer que arribés la fi d'aquest sistema. La Compagnie du Téâtrophone  va cessar les seves operacions el 1932.

## A la literatura
- El teatròfon és el tema d'una novela d'Alphonse Anava : Une nouvelle applicaction du théâtrophone, recollida a Le Parapluie de l'escouade.
- A l'obra Mr.Mee (2000) d'Andrew Crumey, s'hi descriu la instal·lació d'un teatròfon a casa de Marcel Proust.
- A la novel·la A Cidade e as Serras (1901) d'Eça de Queiroz, descriu aquest sistema com una de les millors comoditats tecnològiques disponibles en aquella època per part de les classes altes. També menciona el teteatròfon al compte Civilização (Contos, 1902 pòstum) junt amb altres tecnologies de comunicació de l'època.
- A la seva obra de ciència-ficció Looking Backward: 2000-1887, Edward Bellami va predir un sistema que oferia uns serveis semblants als que oferia el teatròfon.

## Font
- Jacques-Marie Vaslin, « Clément Ader fut, aussi, l'inventeur de la stéréo », Le Monde, « Le Monde Économie », 2 février 2010, p. 2.